# Poems (tom Julii Caroline Ripley Dorr)
Poems – zbiorowa edycja utworów poetyckich amerykańskiej poetki Julii Caroline Ripley Dorr (1825-1913), opublikowana w Nowym Jorku przez oficynę Charles Scribner’s Sons w 1892. Publikacja została opatrzona wierszem dedykacyjnym To S.M.D, skierowanym do męża autorki, Seneki Mila Dorra. Książka zawiera cykle Earlier Poems, Pro Patria, Friar Anselmo, and Other Poems, Sonnets, Afternoon Songs i Later Poems. Wśród przedrukowanych utworów jest poemat Mater Dolorosa. Tom jest obszerny, ma ponad 470 stron.